# ABCD2-Score
Der ABCD2-Score (auch ABCD²-Score) ist ein medizinisches Scoring-System, das zur Risikoabschätzung von Schlaganfällen nach transitorischen ischämischen Attacken (TIA) eingesetzt werden kann. In den Score fließen fünf unabhängige Risikofaktoren – Alter, Blutdruck, Clinical features (Symptome), Dauer der Symptome und Diabetes mellitus – ein, für die jeweils nach bestimmten Kriterien Punkte vergeben werden (siehe Tabelle). Die vergebenen Punkte werden zu einem Score von 0 bis 7 Punkten addiert. Der ABCD2-Score ist aus zwei älteren Scoring-Systemen hervorgegangen, dem ABCD-Score und dem California-Score, und beinhaltet Kriterien beider Scores.

## Score
| ABCD2-Score                     |                                                                               |        |
| Risikofaktor                    | Kriterium                                                                     | Punkte |
| A= Alter                        | < 60 Jahre ≥ 60 Jahre                                                         | 0 1    |
| B = Blutdruck                   | <140 syst. und <90 diast. mm Hg >140 syst. oder >90 diast. mmHg               | 0 1    |
| C= Clinical features (Symptome) | andere Beschwerden Sprachstörung ohne einseitige Schwäche einseitige Schwäche | 0 1 2  |
| D = Dauer der Symptome          | < 10 min 10–59 min ≥ 60 min                                                   | 0 1 2  |
| D = Diabetes mellitus           | nicht bestehend bestehend                                                     | 0 1    |

## Risikoabschätzung
Der ABCD2-Score wurde anhand von vier Kohorten in Kalifornien und in Oxford mit insgesamt 4908 TIA-Patienten entwickelt. Es wurde das Risiko innerhalb von zwei Tagen nach einer TIA einen erneuten Schlaganfall zu entwickeln wie folgt ermittelt:
- 6 bis 7 Punkte: Hohes Zwei-Tages-Risiko (8 %)
- 4 bis 5 Punkte: Mäßiges Zwei-Tages-Risiko (4 %)
- 0 bis 3 Punkte: Geringes Zwei-Tages-Risiko (1 %)[3]

Nach den Leitlinien der American Heart Association und der American Stroke Association ist es sinnvoll, Patienten mit TIA, die sich innerhalb von 72 Stunden nach Symptombeginn vorstellen und bei denen ein ABCD2-Score von ≥ 3 ermittelt wird, zur weiteren Diagnostik und Therapie stationär aufzunehmen. Die stationäre Aufnahme ist ebenfalls sinnvoll bei einem ABCD2-Score von 0 bis 2 und bestehenden Zweifeln, ob die Schlaganfalldiagnostik innerhalb von zwei Tagen vollzogen werden kann, oder anderen Hinweisen auf eine fokale Durchblutungsstörung.
Der Vorhersagewert des ABCD2-Scores wurde in zahlreichen Studien untersucht. Die Untersuchungsergebnisse waren inkonsistent und reichten von hohen bis sehr niedrigen Vorhersagewerten.

### Übersichtsarbeiten
- A. Merwick, P. J. Kelly: Transient ischaemic attack clinics and management of transient ischaemic attacks. In: Current Opinion in Neurology Band 24, Nummer 1, Februar 2011, S. 50–58, ISSN 1473-6551. doi:10.1097/WCO.0b013e3283424c6b. PMID 21150595. (Review).
- P. Couillard, A. Y. Poppe, S. B. Coutts: Predicting recurrent stroke after minor stroke and transient ischemic attack. In: Expert review of cardiovascular therapy Band 7, Nummer 10, Oktober 2009, S. 1273–1281, ISSN 1744-8344. doi:10.1586/erc.09.105. PMID 19814670. (Review).
- J. Gommans, P. A. Barber, J. Fink: Preventing strokes: the assessment and management of people with transient ischaemic attack. In: The New Zealand medical journal Band 122, Nummer 1293, April 2009, S. 3556, ISSN 1175-8716. PMID 19448791. (Review).